# Euplexia pullomedia
Euplexia pullomedia är en fjärilsart som beskrevs av Bethune-Baker 1911. Euplexia pullomedia ingår i släktet Euplexia och familjen nattflyn. Inga underarter finns listade i Catalogue of Life.